# Niederländischer Aufstand
Der Niederländische Aufstand war eine Erhebung der Spanischen Niederlande gegen die Herrschaft König Philipps II., die 1568 begann, in den Achtzigjährigen Krieg mündete und schließlich zur Unabhängigkeit der Republik der Vereinigten Niederlande führte. Der Aufstand resultierte vorwiegend aus der Opposition gegen die Einschränkungen, welche die Herrschaft des Königs von Spanien den Niederländern auferlegte. Auch der Kampf zwischen den Konfessionen spielte eine große Rolle. Der Krieg endete 1648 mit dem Vertrag von Münster, in dem die Unabhängigkeit der überwiegend protestantischen nördlichen Niederlande endgültig anerkannt wurde.

## Ursachen

### Einfluss der Burgunder und Habsburger in den Niederlanden
Die Niederlande standen bis 1555 unter dem Einfluss von Burgundern und Habsburgern. Der Machteinfluss der Burgunder begann durch Philip den Guten (1396–1467), der seine unehelichen Söhne als Bischöfe eingesetzt hatte. Ein halbes Jahrhundert dauerte es, bis ihm dieses Vorgehen die Herrschaft der heutigen Beneluxländer und Nordfrankreichs bereitete. Philip der Gute war somit Herzog von Burgund, Brabant und Luxemburg sowie Graf von Flandern, Artois, Hennegau, Holland, Zeeland und Namur. Das Blijde Inkomst (dt. feierlicher Einzug) war ein Dokument, das mit seinem Amtseintritt bei Brabant in Kraft trat und seine Rechte vehement einschränkte. Es besagt, dass seine Untertanen das Recht besitzen, ihm den Gehorsam aufzukündigen, sollte er bewusst ihren Interessen schaden. Nach Philip dem Guten kam sein Sohn Karl der Kühne (Regentschaft 1467–1477) an die Macht und führte zeit seines Amtes Kriege, um die Gebiete zu erweitern. Nach dessen Tod am 5. Jänner 1477 kam seine unerfahrene siebzehnjährige Tochter Maria von Burgund an die Macht. Das große Privileg des Blijde Inkomst wurde unter ihrer Herrschaft gewährt, was den Einfluss der Burgunder in den Niederlanden begrenzte, da nun die Stände ohne Einwilligung des Fürsten zusammenarbeiten durften. Mit den Nachfolgern von Maria nahm die Durchschlagskraft dieses Privilegs wieder ab. Nach Philip dem Schönen kam Karl V. 1515 in den burgundischen Niederlanden an die Macht. Am 23. Oktober 1520 wurde er zum Kaiser des Deutschen Reichs in Aachen gekrönt, was zur Folge hatte, dass darunter auch die Niederlande, Spanien, Österreich und die Hälfte Italiens unter seinem Einfluss standen. Zur Amtszeit Karls V. gab es Kriege und zahlreiche Bedrohungen, darunter durch Frankreich, die Osmanen und die neue Bedrohung der Reformationsbewegungen in Europa. Karl V. führte einen strengen Glaubenskrieg gegen Luther und seine Anhänger und versuchte die Gebiete der Niederlande zu erweitern. Sein großes Ansehen ermöglichte ihm 1528 im Bistum Utrecht die weltliche Macht an sich zu reißen. Dies hatte zur Folge, dass Utrecht, Overijssel und Drenthe seinem Imperium hinzugefügt wurden. Durch das Privileg der eigenen Bischofswahl erlangte er mit den Bistümern Cambrei, Besançon und Lüttich als kaiserliche Enklaven weitere Einflussgebiete. Hinzu kam die Grafschaft Lingen. Keinen Erfolg hatte er damit, seine niederländischen Einflussgebiete auf Ostfriesland und das Bistum Münster auszuweiten.

### Herrschaftsantritt Philipp II.

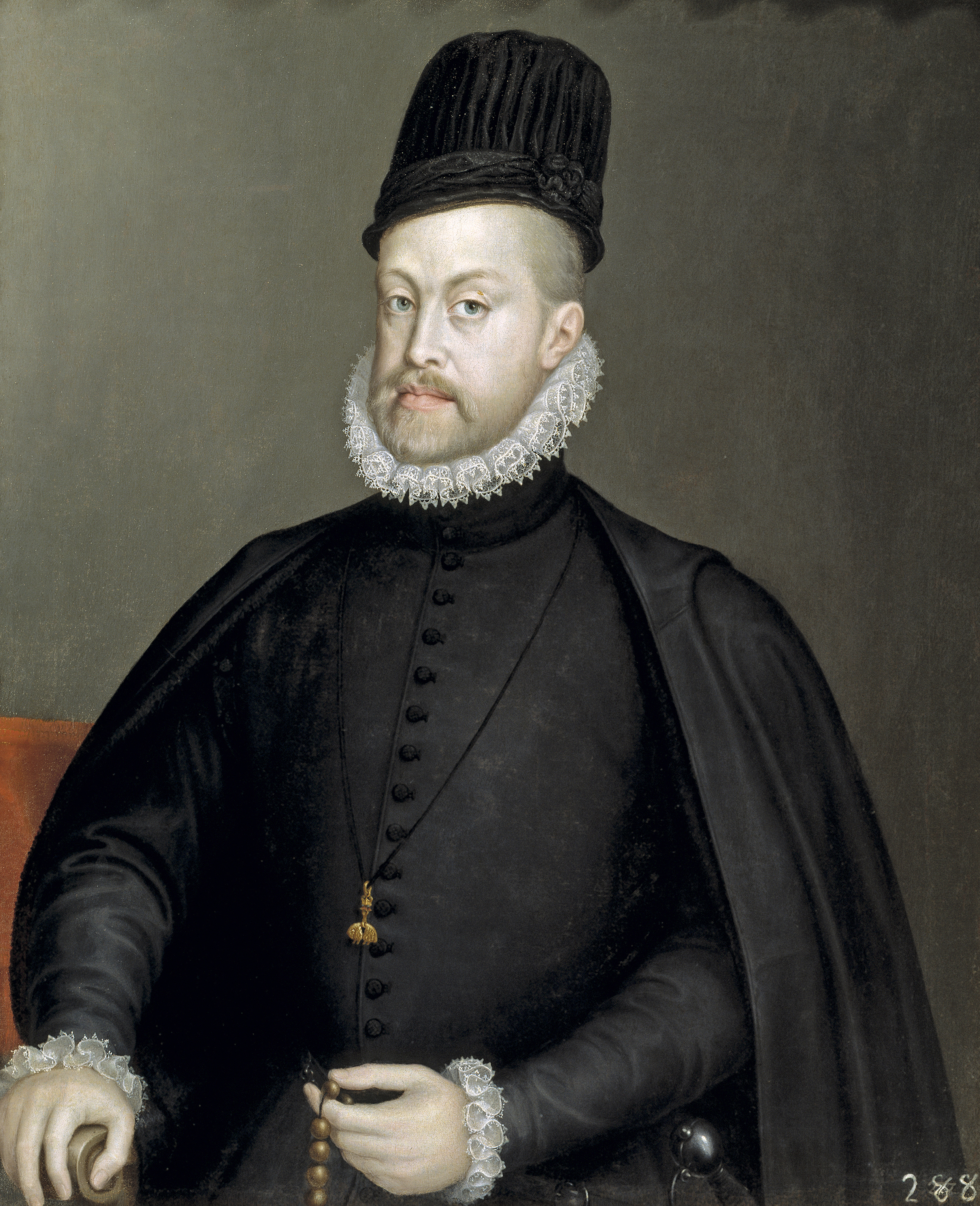
König Philipp II. von Spanien in einem Portrait von Sofonisba Anguissola

Am 26. Oktober 1555 wurde Philipp II., dem Sohn Karls V., im Brüsseler Palast feierlich die Regierung über die Niederlande übertragen. Generell war die vorherrschende Situation zu dieser Zeit für Karl V. äußerst bedrückend. Seine Geldreserven waren durch seine zahlreichen Heereszüge aufgebraucht. Wieder lag er mit Frankreich in einem Krieg und die Türken stellten eine ständige Gefahr im Mittelmeerraum dar. Zusätzlich gelang es dem Kaiser nicht, die Protestanten im Deutschen Reich vollkommen zu unterwerfen. Die Tatsache, dass der Kaiser freiwillig die Herrschaft über die Niederlande an seinen Sohn übertrug, war zur damaligen Zeit höchst ungewöhnlich. Üblicherweise regierte man bis zu seinem Tod. Karl V. wollte sich jedoch als treuer Katholik für seine letzten Lebensjahre in ein Kloster zurückziehen, um sich dort auf seinen Tod vorzubereiten. Ein weitaus bedeutsamerer Grund für den freiwilligen Regierungsverzicht war vermutlich ein politischer. So wurden schon vor dem Antritt Philipps II. immer wieder Zweifel seitens der niederländischen Stände gegenüber dem Thronfolger Karls geäußert. Dies hatte zur Folge, dass man sich nun nicht mehr sicher war, ob die Stände nach einem plötzlichen Tod Karls Philipp II. als Herrscher anerkennen würden. Auch der erste offizielle Auftritt des jungen Prinzen war kein souveräner, so musste Granvelle aufgrund der nicht ausreichenden Französischkenntnisse Philipps die persönliche Ansprache zu den versammelten Ständen übernehmen. In seinen ersten Regierungsjahren versuchte er die Regierung seines Vaters fortzusetzen. Daher verfolgte er unter anderem auch die Bekämpfung der „Ketzerei“ und nahm gleichzeitig große Rücksicht auf den Hochadel und die Institutionen, da eine Einigkeit für den Krieg gegen Frankreich dringend notwendig war. Um den hohen Adel an sich zu binden, übertrug er ihnen beispielsweise wichtige Ämter.
Auch musste er weiterhin die alten Generalstände einberufen. So geschah es im Jahr 1556 aufgrund eines drohenden Staatsbankrottes. Da die Stände den Krieg gegen Frankreich leid waren, versuchten sie ihren Interessen nachzukommen und forderten, dass zwei Drittel der Truppen aus Niederländern unter einem niederländischen Befehlshaber bestehen sollten. Philipp musste einwilligen und Graf von Egmont errang einen Sieg bei St. Quentin und Grevelingen. 1558 wurde eine neuerliche Einberufung der Generalstände in Arras vorgenommen. Philipp II. forderte von ihnen die Einführung einer Umsatzsteuer. Diese lehnten sie ab und schlugen eine feste Summe vor, die sie zur Verfügung stellen würden. Widerwillig musste Philipp auch diesen Vorschlägen nachkommen. Nach dem Frieden zwischen Spanien und Frankreich in Cateau-Cambresis verließ Philipp II. die Niederlande, um sich in Spanien als König anerkennen zu lassen, und kehrte nie wieder in die Niederlande zurück. Als seine Stellvertreterin ernannte er als Statthalterin die uneheliche Tochter Karls V., Margarethe von Parma. An den vorherrschenden Regierungsinstitutionen änderte Philipp nichts. Daher standen Margarethe von Parma weiterhin die drei Räte zur Seite, nämlich der Staatsrat, der Geheime Rat und der Finanzrat. Die drei Spitzenbeamten Granvelle, Viglius und Berlaimont nahmen daher einen großen Einfluss auf die Politik und schmälerten bewusst den Einfluss des Hochadels. Zu dieser Zeit lassen sich somit schon zwei Quellen großer Unzufriedenheit der Bevölkerung erkennen, einerseits die seit 1553 stationierten Soldaten und andererseits die Glaubensverfolgung durch Philipp II.
Ein Projekt, das schon Karl V. verfolgt hatte und das sein Sohn Philipp II. dann versuchte in die Tat umzusetzen, war die Neueinteilung der Kirchenbezirke. 1559 wurden die Pläne zur Neueinteilung vom Papst genehmigt. Die Niederlande sollten eine einzige Kirchenprovinz bilden, in drei Erzbistümer unterteilt. Im Zuge dessen wurde Granvelle von Philipp zunächst zum Erzbischof von Mechelen und später vom Papst zum Kardinal erhoben. Die neuen Vorschriften irritierten den gesamten Adel, da ein Bischof in Zukunft Doktor der Theologie sein musste. Dies hatte zur Folge, dass der Bischofssitz nicht mehr den jüngeren Brüdern und Söhnen der Adeligen übertragen werden konnte. Auch innerhalb des Klerus verschärfte sich die Kritik, da jeder Bischof zugleich Abt einer reichen Abtei sein musste und die Einkünfte dieser nur den Bistümern zugutekommen sollten. Das Ziel lag darin, den Bistümern finanzielle Unabhängigkeit zu verschaffen.

### Erste Konflikte mit dem Adel

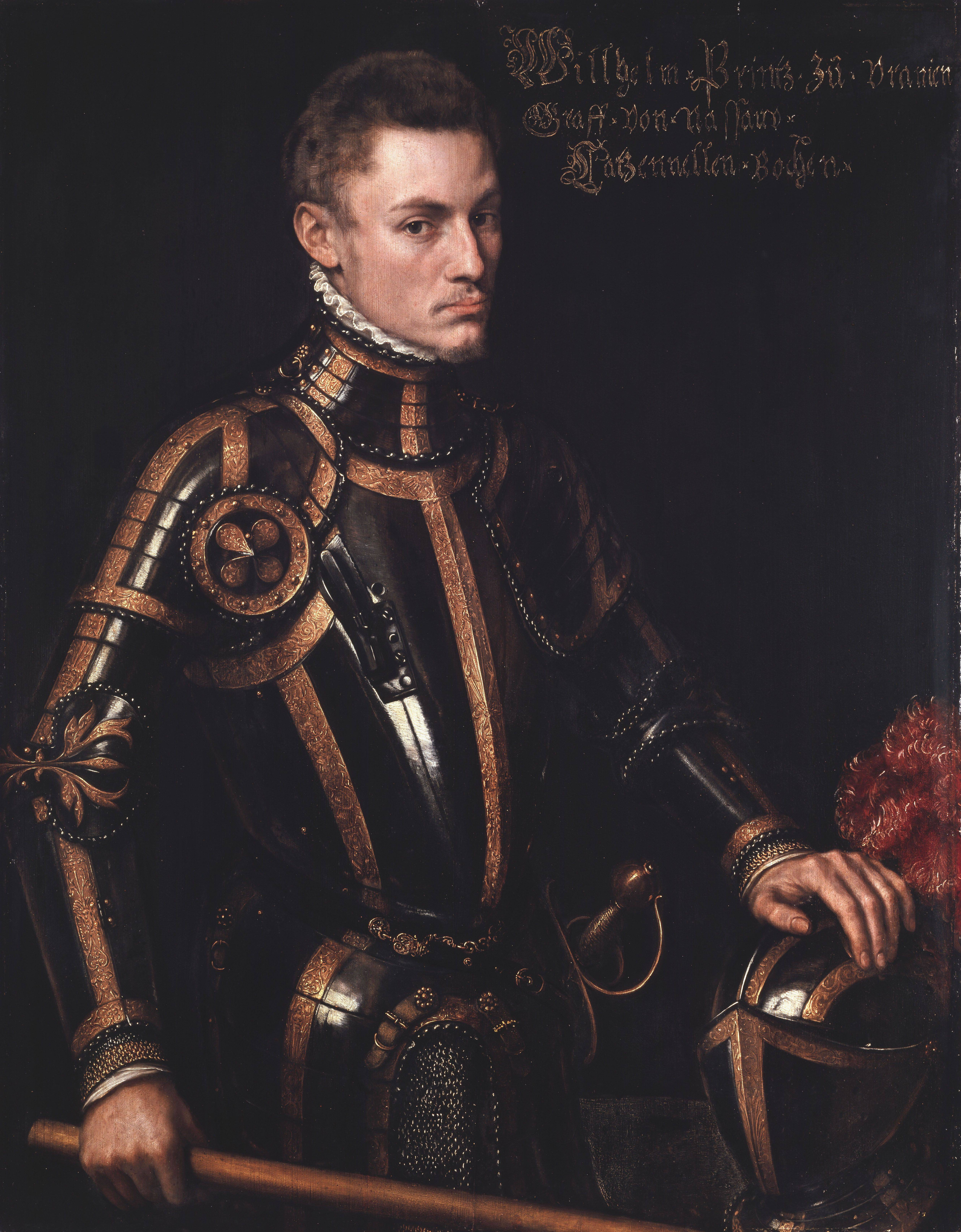
Wilhelm von Oranien

Ein Beispiel der immer stärker werdenden antispanischen Propaganda waren Gerüchte, dass Philipp II. die als besonders grausam geltende spanische Inquisition auch in den Niederlanden einführen wollte. Aus heutiger Sicht ist jedoch festzustellen, dass dies aber nie wirklich geschah, sondern nur die revolutionäre Stimmung schüren sollte. Zu dieser Zeit war der Adel das Sprachrohr der Bevölkerung und dieser fühlte sich, maßgeblich vertreten von Personen wie Wilhelm von Oranien und die Grafen Egmont und Hoorn, in den Niederlanden zusehends von den Regierungsgeschäften ausgeschlossen. Der Adelsstand fürchtete auch um das traditionelle Partizipationsmodell, durch das alle Bürger über die Ständeversammlung politischen Einfluss nehmen konnten.
Wilhelm von Oranien forderte als wichtiger Vertreter des Adels im Dezember 1564 in einer Ansprache in revolutionärer Klarheit die Religionsfreiheit und die Zulassung mehrerer Konfessionen. Von diesen Forderungen beflügelt, wurden von den Adelsvertretern mehrere Protestbriefe und Petitionen an den König verfasst und auch beschlossen, sich in einem Eidverbund der niederen Adligen gemeinsam zu organisieren. Gemeinsam forderte man erneut die Mitbestimmung in den Generalständen und die Aussetzung der religiösen Verfolgungen. Diese Petition wurde aber, ebenso wie ein später nachfolgendes zweites Gesuch, in dem vorgeschlagen wurde, die Regierung der Niederlande bekannten Edelleuten wie Wilhelm von Oranien oder Egmont anzuvertrauen, von der spanischen Regierung abgelehnt. Der König war insbesondere von der strengen Ketzerverfolgung nicht abzubringen. Die religiösen Spannungen wurden darüber hinaus durch Massenarbeitslosigkeit und militärische Konflikte sowie eine Hungersnot noch verschärft und die Protestanten erhielten immer mehr Zulauf. Sebastian Matte, ein protestantischer Prediger, führte schließlich 1566 einen ersten Bildersturm in katholischen Kirchen an, der sich in vielen niederländischen Städten wiederholte. Im selben Jahr legten die Armen in einem Brotaufstand die Preise selbst fest. Diese Bilderstürmer und Aufständischen blieben innerhalb der Bevölkerung lange Zeit in der Minderheit. Durch die Aufstände distanzierte sich der Adel immer stärker von der Opposition und der Adelsverbund löste sich 1566 selbst auf. Damit war ein erster Widerstand gegen die spanische Regierung vorerst gebrochen.

## Revolutionszeit und Weg in den Krieg

### Erste Gefechte und Wilhelms Feldzüge

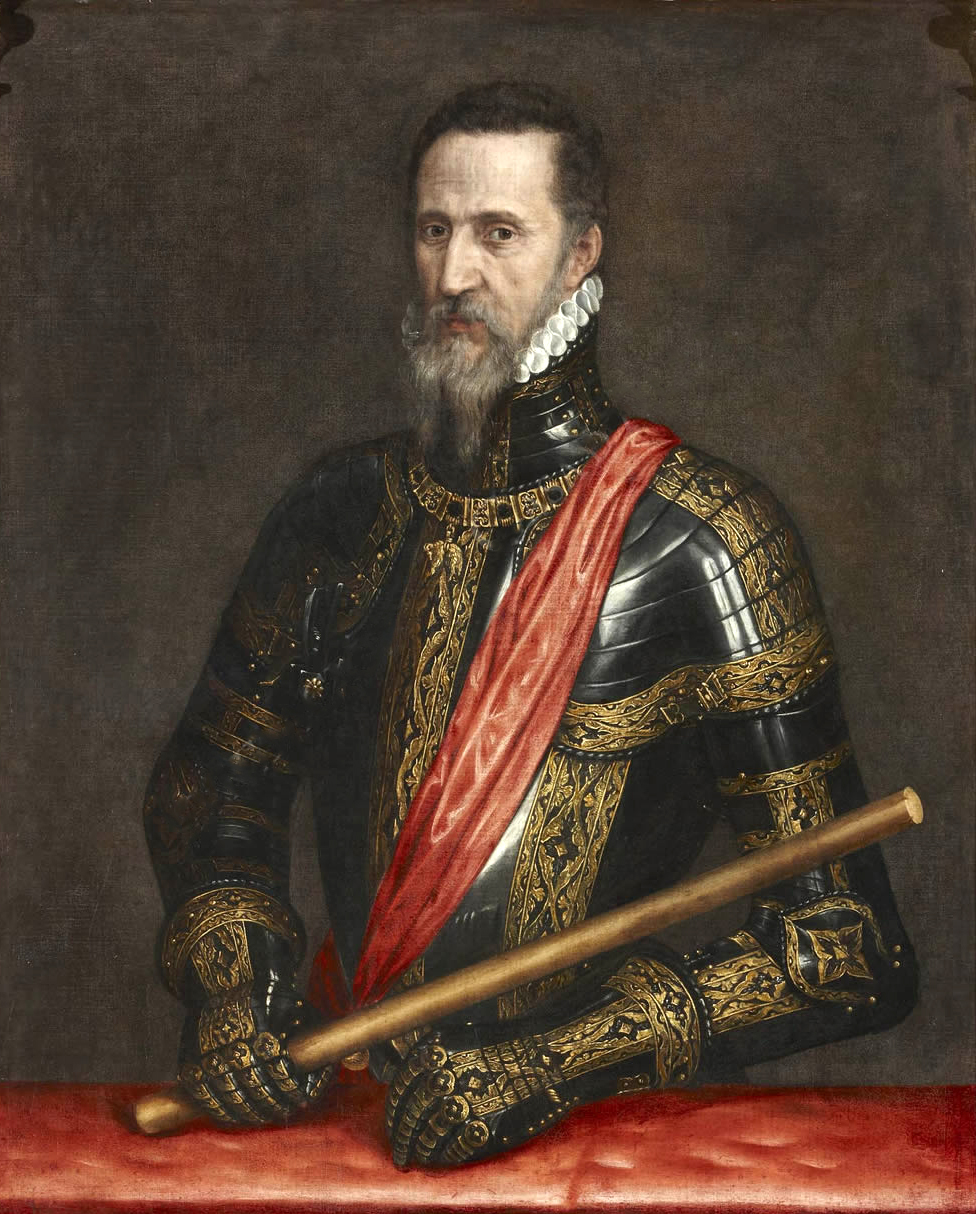
Herzog von Alba auf einem Gemälde von Willem Key

Nach den Verwüstungen in den niederländischen Kirchen und Klöstern sollten die königliche Autorität sowie der Glaube an die katholische Kirche wiederhergestellt werden. Philipp II. beauftragte den Herzog von Alba, der für seine harte Linie und als ausgezeichneter Feldherr bekannt war, die spanische Herrschaft in den Niederlanden wiederherzustellen. Alba war der Meinung, dass eine Unterwerfung der Niederlande innerhalb von sechs Monaten gewährleistet werden könne. Die dafür benötigten spanischen Truppen waren in Italien stationiert, und es bedurfte allein monatelanger Vorbereitungen, diese erfolgreich über die Alpen in den Norden vorrücken zu lassen. Als Alba mit den Truppen in Brüssel angekommen war, ließ er sich als Nachfolger von Margarethe von Parma zum Generalstatthalter ernennen und übernahm so die Regierung. Um möglichst viele Oppositionelle für sich zu gewinnen, zeigte er sich zu Beginn von seiner höflichsten Seite. Jene, die die Gefahr nicht früh genug erkannten und ins Exil gingen, ließ Alba am 10. September verhaften. Die Verhaftungen wurden durch den Vorwurf des Hochverrats legitimiert, im Grunde genommen waren sie aber politisch motiviert. Die Urteile wurden von Alba, der den Vorsitz des Rates innehatte, und Niederländern, welche dem spanischen König treu waren, gefällt. Über 1100 Menschen wurden Todesurteile gesprochen und 9000 Menschen wurde der Besitz entzogen. Unter den Hingerichteten waren die Grafen von Hoorn und Egmond. Aufgrund der hohen Anzahl an Enthaupteten bekam das Sondergericht den Beinamen „Blutrat“. Alba ließ außerdem unter seiner Herrschaft das Strafrecht und die Strafprozessordnung systematisieren.
Der Prinz von Oranien sah es als seine Pflicht, sich für die Bevölkerung einzusetzen. Er plante, dass seine Brüder Ludwig und Adolf von Nassau von Norden her in die Niederlande einmarschierten. Er selbst werde mit einem großen Heeresverband das Herz der Niederlande, Brüssel, angreifen und dabei auf die Unterstützung der Niederländer hoffen. Wilhelm rechtfertigte sich damit, dass er seinen Kampf nicht gegen König Philipp, sondern nur gegen den Herzog Alba richte. Sein Leitgedanke war pro rege, lege et grege („Für König, Gesetz und Volk“). Mit seiner im April 1568 veröffentlichten schriftlichen Rechtfertigung startete ein „Papierkrieg“ als Propagandakrieg des 16. Jahrhunderts. Wilhelms Bruder, Ludwig von Nassau, marschierte in Groningen ein, und konnte bei Heiligerlee erste Erfolge feiern. Diese währten aber nur kurz, bis Alba sich durch Enthauptungen von zu Tode verurteilten Adeligen Respekt und Gehorsam verschaffte und anschließend mit seinem Heer Ludwigs Truppen in den Norden folgte, wo sie gewaltsam gestoppt wurden. Ludwig von Nassau hatte dabei durch einen Sprung in den Fluss überlebt. Wilhelm von Oraniens Feldzug nach Brüssel mit einem 30.000-Mann-Heer, aber ohne Unterstützung der Bevölkerung, war erfolglos. Alba vermied dabei eine Schlacht, folgte Wilhelm aber, bis dieser schließlich Lüttich belagerte. Auch diese Belagerung scheiterte und schließlich entließ Wilhelm seine Truppen.
Alba plante 1569 eine Steuerreform, wozu er für einen Tag die Generalstände nach Brüssel einberief. Er forderte drei Veränderungen: eine einprozentige Vermögenssteuer für Besitztümer, eine fünfprozentige Umsatzsteuer auf Immobilienverkauf (den zwanzigsten Pfennig) und eine zehnprozentige Umsatzsteuer für bewegliche Güter (den zehnten Pfennig). Die Punkte wurden abgelehnt und Alba gab sich lediglich mit einer einmaligen Abfindung für zwei Jahre zufrieden, dann ordnete er den zehnten Pfennig bedingungslos an. Diese Form der Steuererhebung führte zu großem Entsetzen bei der Bevölkerung.
Für Wilhelm von Oranien spielten nun die Wassergeusen eine wichtige Rolle. Diese waren Seeräuber aus den Niederlanden, die andere Schiffe ihrer Landsleute kaperten. Sie machten aber auch Beutezüge auf dem Festland. Wilhelm von Oraniens Ziel war es, diese undisziplinierte Seeräuberbande für sich zu gewinnen. Erste „Bestallungsbriefe zum Krieg“ waren aber erfolglos.
1572 schmiedete Wilhelm neue Pläne: Mit militärischer Unterstützung der Franzosen, vor allem der Hugenotten, und mit der Hilfe der Geusenflotte auf See sollte ein neuer Feldzug erfolgreich sein. Wilhelm ernannte seinen Bruder Ludwig zum Befehlshaber der Geusenflotte. Der eroberte bereits am 1. April die Stadt Vlissingen, welche die Geusen aus Zorn über Albas zehnten Pfennig hereinließ. Der Statthalter von Holland, Maximilian de Hennin Graf von Boussu, konnte die Stadt nicht zurückerobern. Am 23. Mai nahm De la Noue, der Anführer der Hugenotten, die Stadt Valenciennes ein und einen Tag später eroberte Ludwig von Nassau Mons (deutsch Bergen) im Hennegau. Im Juni 1572 stellte sich Enkhuizen auf die Seite des Prinzen. Wilhelms Anhänger übernahmen immer mehr holländische und seeländische Städte gewaltlos, da die Bewohner dadurch wieder freien Zugang zur See für Handel und Fischfang erhielten.
Die Ausschaltung der Hugenottenpartei kam Phillipp gelegen. Ab diesem Zeitpunkt konnte Philipp sich mit seinem ganzen Geld und seiner Aufmerksamkeit der Unterwerfung der aufständischen Provinzen widmen. Um ein abschreckendes Beispiel zu geben, schickte Alba seinen Sohn Don Fadrique an der Spitze einer Strafexpedition nach Mecheln. Es folgten dort Plünderzüge seitens der spanischen Truppen, was die brabantischen Städte dazu bewegte, freiwillig die Tore zu öffnen und den Truppen Einlass zu gewähren. Ebenso unterwarfen sich alle weiteren Städte. Don Fadrique zog weiter mit seinem Heer durch das königstreue Amsterdam nach Haarlem. Er nahm an, dass sich diese Stadt, ebenso wie Städte davor, sich ihnen sofort unterwerfen würde, aber Haarlem wehrte sich entschlossen. Die Haarlemer hielten der Belagerung stand, denn mit Waffen- und Lebensmittellieferungen unter Wilhelms Führung kam Hilfe von anderen Städten. Nachdem eine Geusenflotte einem königstreuen Geschwader unterlegen war, das auch aus Amsterdamer Schiffen bestand, schien die Lage hoffnungslos. Die Spanier brauchten von Mitte Dezember 1572 bis Mitte Juli 1573, um die Stadt zu unterwerfen. Dieses Unterfangen forderte viele Menschenleben auf beiden Seiten. Die Verlustziffer auf der Seite von König Philipp betrug 8000 Mann. Deshalb wurde Haarlem auch der Friedhof der Spanier genannt. Am 21. August wurde Alkmaar von den Spaniern eingeschlossen. Daraufhin folgte eine Beratung der Stadtväter, bei der die Geusenabteilung von zwei energischen Anhängern des Prinzen in die Stadt gelassen wurde. Diese Belagerung dauerte weitere achteinhalb Monate. Anschließend ließ Diederik Sonoy auf Anregung Wilhelms die Deiche durchbrechen und Alkmaar überfluten. Die Belagerung der Spanier wurde am 8. Oktober 1573 aufgehoben. Der Sieg der Geusen hob die Stimmung der Aufständischen.
Inzwischen hatte der Freiheitskampf im Gegensatz zur zweiten Hälfte der 1560er Jahre einen anderen Charakter erhalten. Während des ersten Aufstandes wurde die Initiative vom hohen und niederen Adel getragen, denn die wichtigsten Oppositionellen aus dem Hochadel fielen dem Henker zum Opfer. Prinz von Oranien war der Einzige aus dem Hochadel, der die holländischen und seeländischen Aufständischen noch unterstützte. Er organisierte den Widerstand gegen das spanische Regime und hielt sich in den am Meer gelegenen Provinzen auf. Bei der Partei der Aufständischen waren die Calvinisten die treibende Kraft. Im Dezember 1573 schloss sich Wilhelm dem Calvinismus an. Nach dem Debakel von Alkmaar beschlossen die spanischen Truppen Leiden auszuhungern. In der belagerten Stadt stritt man darüber, ob es um die Freiheit des Landes oder um die Religionsfreiheit ging. Von 18.000 Einwohnern kamen 6000 durch Hunger und Pest um. Am 3. Oktober 1573 ließ Leiden die Geusen als Befreier ein, nachdem das Umland unter Wasser gesetzt worden war. Die Spanier brachen die Belagerung nun endgültig ab.
Da der Krieg zahlreiche Menschenleben forderte sowie einen erheblichen Einfluss auf den Handel hatte, versuchte der neue Generalstatthalter Luis de Zúñiga y Requesens die kämpfenden Parteien miteinander auszusöhnen, indem er mit einer Reihe von Maßnahmen für eine günstige öffentliche Grundstimmung sorgen wollte. So schaffte er den verhassten Blutrat und den zehnten Pfennig ab und sprach sich für ein Generalpardon aus, das den Regierungsgegnern eine Amnestie anbot, jedoch in der Praxis seine Wirkung verfehlte. Auch das kostspielige Heer verschlang das Gold der spanischen Schatzkammern, was Requesens im Juni 1574 dazu veranlasste, die Generalstände in Brüssel einzuberufen, um die Zustimmung zur Erhebung neuer Steuern zu erhalten. Diese angestrebte Steuerreform nahmen die Stände zum Anlass, die Ausschreitungen der spanischen Soldaten, die Ernennung und Bevorzugung von Spaniern in der niederländischen Verwaltung und die Verletzung althergebrachter Privilegien zu kritisieren. Besonders die Stände von Brabant drängten darauf, den Rebellen nachzugeben. Nachdem der Prinz einem Frieden zugestimmt hatte, begannen in Breda am 3. März 1575 tatsächlich Friedensverhandlungen, die jedoch aufgrund der religiösen Gegensätze zum Scheitern verurteilt waren. So verlangte Brüssel, dass die Protestanten alle aufständischen Gebiete räumen und alle Waffen und Festungen ausliefern sollten. Diese Forderungen waren jedoch für Holland und Zeeland, die ihrerseits den Abzug der neuen Bischöfe aus den Niederlanden wünschten, unannehmbar. So musste Requesens den Kampf wiederaufnehmen, der im Grenzgebiet zwischen Holland und Utrecht ausgefochten wurde.
Während die Spanier am 8. August das Städtchen Oudewater eroberten, konnte die Stadt Woerden nicht eingenommen werden. Besonders erfolgreich erwies sich die spanische Truppe unter der Führung von Cristóbal de Mondragón. Während der Ebbe durch die Zijpe watend überfiel sie die Stadt Zierikzee auf der Insel Schouwen-Duiveland. Nach anfänglichem Widerstand vonseiten eines Garnisonskommandeurs, der die sofortige Übergabe der Stadt verhindern wollte, begannen die Spanier mit der Belagerung und Einnahme der Stadt. Die spanischen Eroberungen hatten das aufständische Gebiet nun in drei Teile getrennt. Mit der Eroberung von Haarlem hatten die Spanier schon Nordholland oberhalb des Ij vom übrigen Holland abgeschnitten. Nun hatten sie mit der Eroberung von Schouwen-Duiveland und Zierikzee noch einen Keil zwischen die holländischen und die seeländischen Inseln getrieben. Da sich nun der einzige übriggebliebene Stützpunkt der Aufständischen auf Walcheren beschränkte, war die Notwendigkeit einer ausländischen Intervention gegeben.
Die protestantische Königin Elisabeth I. von England distanzierte sich trotz ihrer guten Beziehung zu den Niederlanden von einer derartigen Intervention, da sie eine Feindschaft mit Spanien fürchtete. Auch von den deutschen lutherischen Fürsten und dem französischen Herzog von Anjou war keine Unterstützung zu erwarten. Paradoxerweise waren es die spanischen Truppen selbst, welche die Niederländer wieder aufatmen ließen. Die Spanier mussten ihre vorteilhaften Ausgangspositionen wieder aufgeben, da sie mit zahlreichen Krisen zu kämpfen hatten. So musste der spanische König am 1. September 1575 zum zweiten Mal in seiner Regierungszeit einen Staatsbankrott anmelden und den Sold der spanischen Soldaten zurückhalten, was zu Unzufriedenheit und Plünderungen vonseiten der Soldaten führte, die das mühselig eroberte Zierikzee wieder aufgaben und nach Aalst, ihrem „Räubernest“, abzogen. Nach dem unerwarteten Tod Requesens trat der aus größtenteils Niederländern zusammengesetzte Staatsrat automatisch seine Nachfolgerschaft an, der die plündernden spanischen Soldaten zu Feinden des Landes erklärten. Der Staatsrat hoffte auf Unterstützung beim Vorgehen gegen die Soldaten vonseiten der Stände von Brabant, sie fielen jedoch der radikalen Stimmung zum Opfer. Am 4. September 1576 wurde der Staatsrat verhaftet, woraufhin die Stände von Brabant die Generalstände wiedereinberiefen. Diese fassten den Entschluss, mit den aufständischen Provinzen zu verhandeln und erzielten am 8. November 1576 einen provisorischen Vergleich, die Genter Pazifikation. Diese wurde zwischen Wilhelm I. von Oranien und den aufständischen Provinzen Holland und Zeeland sowie den Generalstaaten der nicht aufständischen Länder geschlossen. Finanzielle Mittel sowie militärische Kräfte und Seemacht wurden zusammengetan, um die spanischen Soldaten abzuwehren, die zuvor in Aalst eingefallen waren. Religiöse Verfolgungen wurden auf beiden Seiten eingestellt, eine abschließende Regelung der Glaubensfrage blieb jedoch aus. Mit der Genter Pazifikation wurde an der Stellung Wilhelms I. von Oranien als Statthalter von Holland und Zeeland festgehalten. Auch war auf beiden Seiten der Wille zu erkennen, zu einer Lösung zu gelangen.

### Zuspitzung bis zu Wilhelms Tod

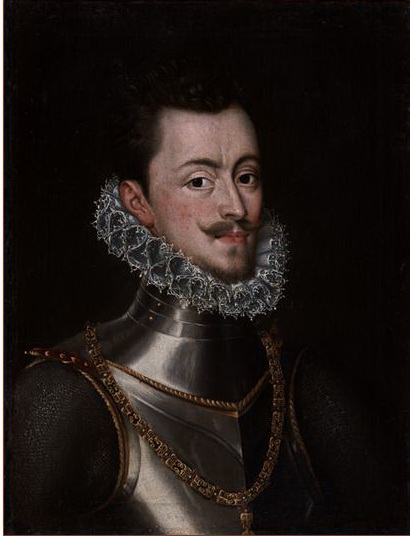
Don Juan de Austria

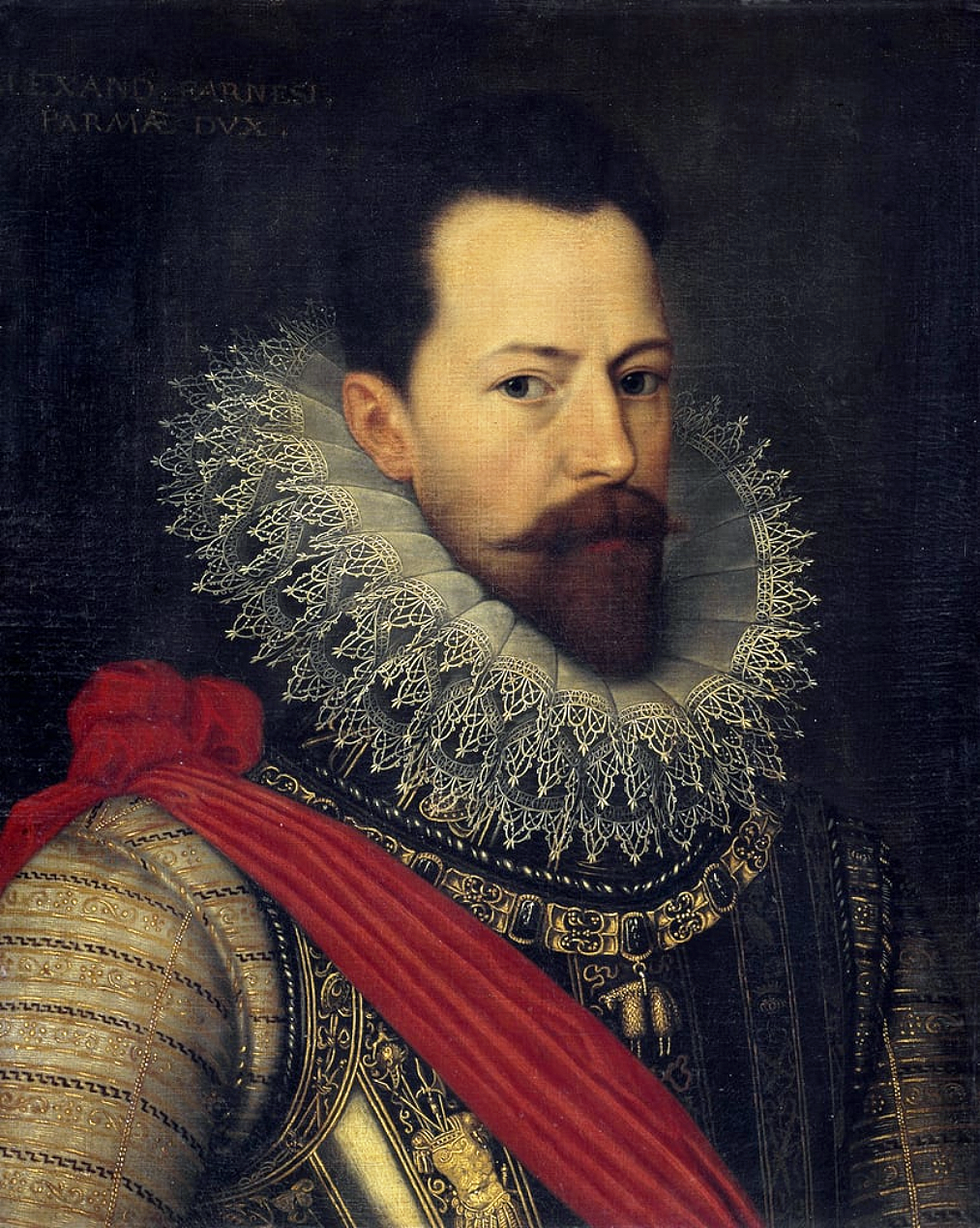
Alessandro Farnese, Herzog von Parma

Im Juli 1578 versuchte Wilhelm I. einen Religionsfrieden in den Generalständen durchzusetzen, womit er sowohl bei den protestantischen Ständen von Holland und Zeeland als auch bei den Katholiken in den übrigen Provinzen auf Widerstand stieß. Daher wurde dieser nur in Antwerpen angenommen, in dem beide Religionen vertreten waren. Im Herbst dieses Jahres traf Wilhelm I. in Brüssel ein, wo ihm ein triumphaler Empfang bereitet wurde. Er wurde als großer Befreier gefeiert, der sich gegen den König stellte. Im Gegensatz zu ihm hatte Juan de Austria Schwierigkeiten, seine Autorität durchzusetzen, da die Rechtmäßigkeit seiner Position auf Grund seiner unehelichen Geburt angezweifelt wurde. Er beschwerte sich in einem Brief an Philipp II. darüber, dass Wilhelm die Politik bestimmte und nicht einmal der katholische Adel mit ihm zusammenarbeitete. Wilhelm hingegen wurde zum Verweser (einem Statthalter) von Brabant ernannt und stand so am Höhepunkt seiner Macht.
Den meisten Provinzen ging es in erster Linie nicht um Religionsfreiheit, sondern um Befreiung von der spanischen Herrschaft. Die Mehrheit der Bevölkerung war katholisch – dennoch kam es zu einer Radikalisierung der calvinistischen Minderheit, sodass 1581 in Brüssel und Antwerpen katholische Gottesdienste verboten wurden. In Gent kam es 1577 zur Verhaftung katholischer Würdenträger und zur Gründung einer calvinistischen Stadtmiliz sowie eines Kollegiums radikaler Achtzehn Männer, die sogar den dortigen Herzog, Philippe III. de Croÿ, für kurze Zeit verhafteten. 1578 eilte Alexander Farnese, der Herzog von Parma, Don Juan zu Hilfe, um ihm zu Macht zu verhelfen. Seine Truppen errangen am 28. Januar 1578 bei Gembloers einen Sieg über das Heer der Generalstände, was die Grundlage für die anschließende Offensive der Königstreuen bildete. So führten Juan de Austria und der Herzog von Parma einen Feldzug, in dem sie Löwen eroberten. Zeitgleich revoltierten in Flandern radikale Calvinisten. In den Städten, in denen es zu einem Umsturz kam, wurden Volkskomitees von Achtzehn Männern eingesetzt; Priester und Mönche wurden misshandelt sowie Bilder in Kirchen und Klöstern vernichtet. Auch in Flamen und Brabant kam es zu ähnlichen Aktionen.
In den Provinzen Artois und Hennegau, die kaum Städte hatten und in denen der Adel großen Einfluss besaß, wurde am 6. Januar 1579 in Arras eine königstreue katholische Union gegründet, die eine Ergänzung zur Ersten Union von Brüssel darstellte. Vor allem Alexander Farnese konnte mithilfe seiner diplomatischen Künste einige Provinzen des Südens zu dieser Union überzeugen und war deshalb der Wiederherstellung der spanischen Kontrolle über den Niederlanden einen Schritt näher gekommen. Alexander Farnese kam die finanzielle, politische und vor allem religiöse Unordnung der südlichen Provinzen entgegen. Diese Unruhen waren zwar auch in den nördlichen Provinzen spürbar, jedoch konnte Wilhelm von Oranien in diesen Regionen eine politische Einheit schaffen und aufrechterhalten. Im selben Monat wurde auch die Union von Utrecht gegründet, in der sich Gelderland, Holland, Zeeland, Utrecht und Friesland verbündeten. Die Union von Utrecht, die schon das politische Gerüst der Republik der Sieben Vereinigten Provinzen umriss, legte fest, dass jedes Territorium religiöse Regeln selbst bestimmen sollte, solange es zu keinen Verfolgungen kam. Die Provinzen der Utrechter Union mussten mit einem starken finanziellen und parlamentarischen Separatismus innerhalb dieser Institution kämpfen, wodurch vor allem die Finanzierung der gemeinsamen Truppen gegen die spanische Armee schwierig wurde. Neben diesen beiden Gebieten gab es einige Städte in Brabant, die keiner Union angehörten. Jedoch wurde Wilhelm von Oranien seit der Bildung der Union von Utrecht und der Union von Arras klar, dass die Genter Pazifikation damit zerbrochen war.
Am 1. Oktober 1578 starb Don Juan unerwartet an der Pest; davor hatte er Parma noch zu seinem Nachfolger erklärt. Parma, der ein hervorragender Feldherr war, eroberte im Juni 1579 Maastricht. Weitere militärische Erfolge blieben vorläufig aus, da König Philipp II. 1580/81 die Eroberung forcieren wollte und es so keine finanzielle Unterstützung gab. Anstatt Parma zu unterstützen, erklärte er Wilhelm in einem Bannedikt für vogelfrei und setzte eine Prämie von 25.000 Kronen auf Wilhelms Kopf aus. Diese Ächtung machte den Prinzen von Oranien allerdings nur bekannter und populärer, was zu einer Verstärkung seiner Leibwache führte. Wilhelm selbst antwortete mit einer „Apologie“, einer Rechtfertigung, die als antispanische Kampfschrift zu verstehen ist.
Die durch die Union in Bedrängnis geratenen Generalstände kündigten am 22. Juli 1581 König Philipp den Gehorsam, nachdem diese am 29. September 1580 einen Vertrag mit dem Herzog von Anjou, Bruder des französischen Königs, geschlossen hatten. Dieser sollte mit 10.000 Mann Unterstützung leisten. Am 10. Februar 1582 traf der Herzog schließlich in Vlissingen ein und wurde von Wilhelm als erster neuer Souverän anerkannt und zusätzlich in Antwerpen neun Tage später zum Herzog von Brabant ernannt. Mit der Unterzeichnung der Plakkaat van Verlatinghe, die als Geburtsstunde der Republik gilt, gründete man den „Landrat“, einen Exekutivrat, der für die unierten Provinzen agierte. Doch diese frankreichfreundliche Politik sowie die gleichgültige Haltung des Herzogs gegenüber Religionsfragen wurden traditionsgemäß von einigen Fraktionen der Niederlande verurteilt, beispielsweise von den Holländern und den Seeländern. Am 18. März 1582 wurde Wilhelm im Zuge eines Attentates verwundet, konnte sich aber davon erholen.
Mitte des Jahres 1582 erhielt Parma die spanischen Elitetruppen zurück und ging wieder in die Offensive über. Nach langem Warten traf schließlich das französische Kontingent in den Niederlanden ein und das Kriegsglück schien sich zu wenden. Der Herzog wechselte bald seine Rolle vom Unterstützer zum Aggressor und begann selbst Teile des Landes zu erobern. Aufgrund von heftiger Gegenwehr von allen Seiten entschloss sich der Franzose für den Rückzug, wodurch Wilhelms Politik scheiterte und sein Ruf schwer zu leiden hatte. Parma zog mit seinen Armeen durchs Land und verzeichnete große kriegerische Erfolge.
Da den meisten niederländischen Feinden Philipps dennoch klar war, dass eine Hilfe Frankreichs unverzichtbar sei, wollten die Generalstände Wilhelm 1583 zum Grafen ernennen. Das Vorhaben scheiterte, da der Herzog von Anjou starb und der französische König es ablehnte, der neue Souverän zu werden. Am 10. Juli 1584 fiel Wilhelm einem Attentat durch den Burgunder Balthasar Gérard zum Opfer.

### Unabhängigkeit der Niederlande
In den Kriegsjahren machten die Stände immer wieder negative Erfahrungen mit dem Franzosen Anjou und dem Engländer Leicester, sodass die Stände beschlossen, das Land in Zukunft selbst, ohne Unterstützung aus dem Ausland, zu regieren. Die Souveränität nahmen sie jetzt für sich selbst in Anspruch. Diese Rechte wurden vor langer Zeit einem Grafen übertragen, als jedoch Graf Philipp II. 1581 seiner Rechte enthoben wurde, fiel die Souveränität wieder an die Stände zurück.
Im Laufe des Aufstands in den heutigen Niederlanden entbrannte auch der Krieg zwischen den Engländern und den Spaniern immer mehr. So entsandte Spanien 1588 eine Armada, die im Ärmelkanal von den erfahrenen englischen Anführern Drake und Howard beinahe vernichtet wurde. Auch Feldherr Parma musste eine Belagerung abbrechen, was seinen ersten militärischen Misserfolg auf dem Festland darstellte.
Nicht zu unterschätzen waren dabei die Spannungen zwischen dem Magistrat und dem Kirchenrat. Der Magistrat förderte Prediger, die der Kirchenrat für nicht-rechtgläubige hielt. Der Konflikt über die Rechtgläubigkeit führte zum Beispiel 1582 zur Exkommunikation des Leidener Predigers Coolhaes. Eine generelle Regelung war unmöglich, da die Kirchenordnungen, die die Staaten vorschlugen, nicht von den Orthodoxen akzeptiert wurden, während die Vorschläge der Orthodoxen bei den Politikern keinen Anklang fanden. Dieses Spannungsverhältnis wurde 1604 durch den Streit zweier Leidener Professoren noch verstärkt, der wiederum durch die politischen Geschehnisse angeheizt wurde.

Johan van Oldenbarnevelt, Landesadvokat von Holland, schloss 1609 einen zwölfjährigen Waffenstillstand mit Spanien.

Aufgrund der langen Dauer des Krieges und des immer weiter vordringenden Feindes, der bereits in die Gebiete nördlich des Rheins vorstieß, schwand die Hoffnung auf den Sieg. Bei den beginnenden Friedensverhandlungen wirkte wieder die Spannung zwischen dem Magistrat und dem Kirchenrat mit, da die Orthodoxen für die Fortsetzung des Krieges gegen den katholischen Erbfeind waren, während die anderen Frieden forderten. Durch diese Erstarkung der Republik und trotz der religiösen Spannungen wurde mit Spanien 1609 ein zwölfjähriger Waffenstillstand geschlossen.

### Vom Waffenstillstand 1609 bis zum Vertrag von Münster
Sowohl die Nordniederländer als auch der spanische Teil der Niederlande waren durch die große finanzielle Belastung, die der andauernde Krieg mit sich brachte, zunehmend in Bedrängnis geraten. Da nach 1606 auf beiden Seiten nennenswerte Kriegsergebnisse ausblieben, waren beide Parteien zu Friedensverhandlungen bereit, welche 1609 in der Erklärung eines Waffenstillstands mündeten. Dieser so genannte „Waffenstillstand von Antwerpen“ beinhaltete unter anderem de facto die Anerkennung der nördlichen Niederlande als Republik und sollte zwölf Jahre halten.
1621 lief der Waffenstillstand ab und weder die Republik noch die Spanier zeigten Interesse an einer Verlängerung desselbigen. Da ihre Unabhängigkeit noch nicht de jure anerkannt war, wollten die Sieben Provinzen ihre Anerkennung als selbstständigen Staat durch kämpferische Handlung erreichen. Philipp IV., der zu der Zeit der König Spaniens war, wollte diese Provinzen nicht ohne weiteres aufgeben. Somit wurde der Krieg in gleichem Maße wie vor dem Waffenstillstand fortgesetzt. Man setzte auf die Belagerung und Eroberung von strategisch wichtigen Städten oder Festungen, außerdem spielte der Krieg auf See eine wichtige Rolle. Die Nordniederländer konnten nicht zuletzt dadurch erste Erfolge erringen, dass Spanien während des Dreißigjährigen Krieges auch auf anderen Schauplätzen beschäftigt war. 1635 schlossen sie sich mit Frankreich zusammen, das fürchtete, die Macht der spanischen und kaiserlichen Truppen in Europa könnte zu groß werden. Gemeinsam wurde der Angriff und die Eroberung der südlichen Niederlande beschlossen, die jedoch relativ erfolglos blieb. Trotzdem kam der spanische König immer mehr in Bedrängnis, da er an mehreren Fronten Verluste erlitt. Die Franzosen und Schweden setzten ihm zu und in Katalonien und Portugal hatte er mit Aufständen zu tun. Aber auch die niederländische Republik war in einer schwierigen finanziellen Lage, da die Schuldenlast stetig größer wurde.

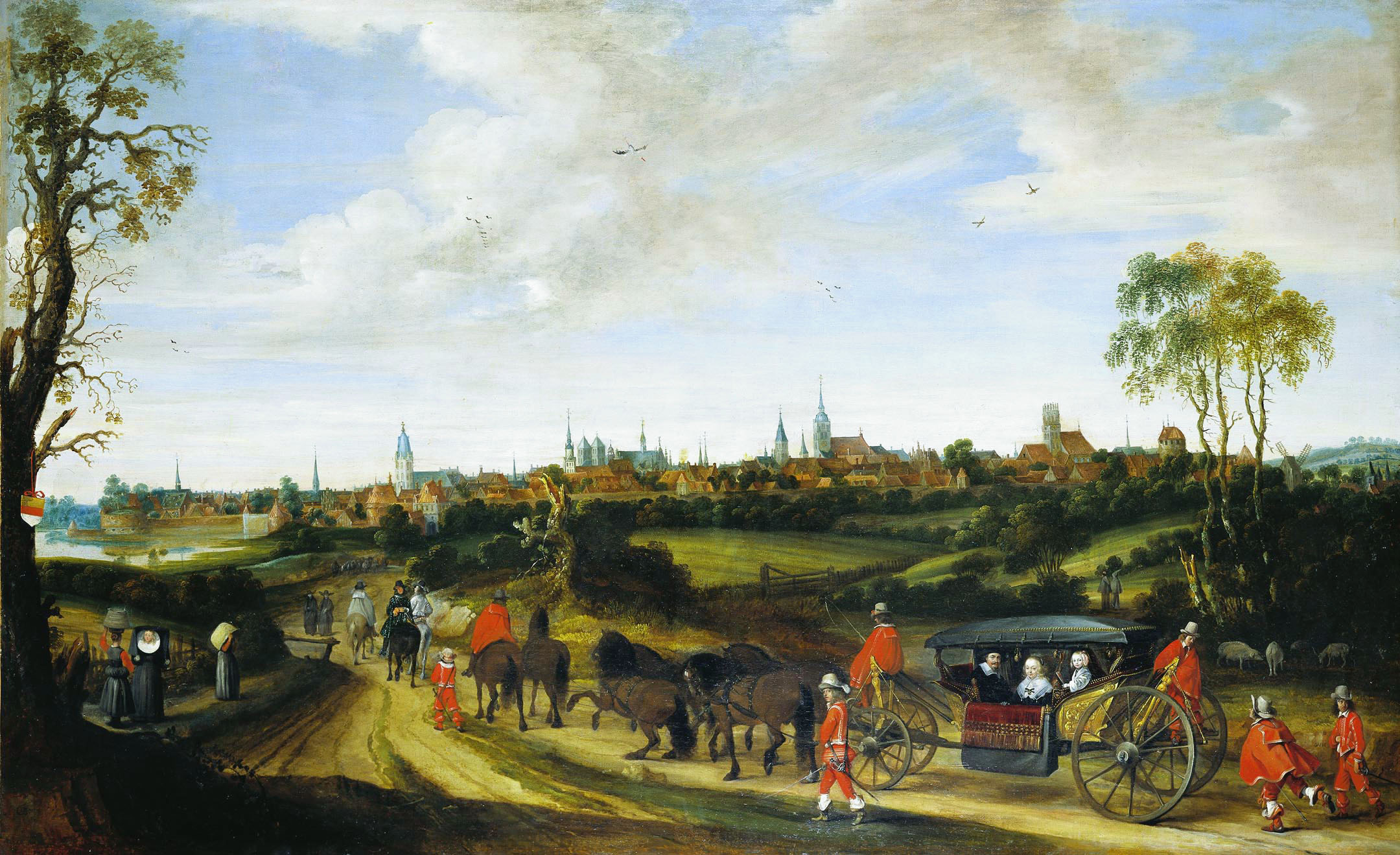
Adriaan Pauw bei seinem Einzug in Münster. Er galt als wichtigster Gesandter der Republik der Vereinigten Niederlande bei den Verhandlungen zum Westfälischen Frieden.

Schließlich waren beide Parteien zu Friedensverhandlungen bereit, die im Rahmen der Verhandlungen zum Westfälischen Frieden in Münster stattfanden. Am 30. Jänner 1648 wurde der Friede von Münster unterzeichnet. Vor allem der erste Artikel des Vertrags war für die Nordniederländer von größter Bedeutung. Folgendes wurde darin von Philipp IV. anerkannt:
„daß die Herren Generalstaaten der Vereinigten Niederlande, und die jeweiligen Provinzen der selbigen (…) freie und souveräne Provinzialstaaten und Lande sind, auf welche er, der Herr König, weder jetzt noch künftig Anspruch erhebt, ebensowenig wie auf ihre assoziierten Gebiete, Städte und vorgenannten Lande.“
Somit war die Unabhängigkeit der Republik der Vereinigten Niederlande auch rechtlich besiegelt.

## Folgen
Die Folgen des Aufstandes waren in vielen Bereichen des alltäglichen Lebens zu spüren. Die diversen religiösen Überzeugungen, die schon vor dem Aufstand existierten, hatten nach der Revolution weiterhin Bestand. Durch diese bestehenden Unterschiede in den religiösen Auffassungen wurde eine Teilung des Landes letztendlich durch die Haltung der jeweiligen Machthaber herbeigeführt. Einerseits wollte schon König Philipp II. keinen einzigen Protestanten in seinen Erblanden, andererseits wollten auch die Calvinisten ihre Religionsfreiheit beibehalten. So wurde zum Beispiel auch der Gottesdienst der römisch-katholischen Kirche verboten. Trotz aller Widrigkeiten konnte sich die Mehrheit der Bevölkerung an diverse religiöse Überzeugungen gewöhnen und diese akzeptieren. Des Weiteren versuchte man sich von dem Handel in den südlichen Niederlanden abzugrenzen, da man aus Angst vor Ludwig XIV. dies als Pufferzone betrachtete.

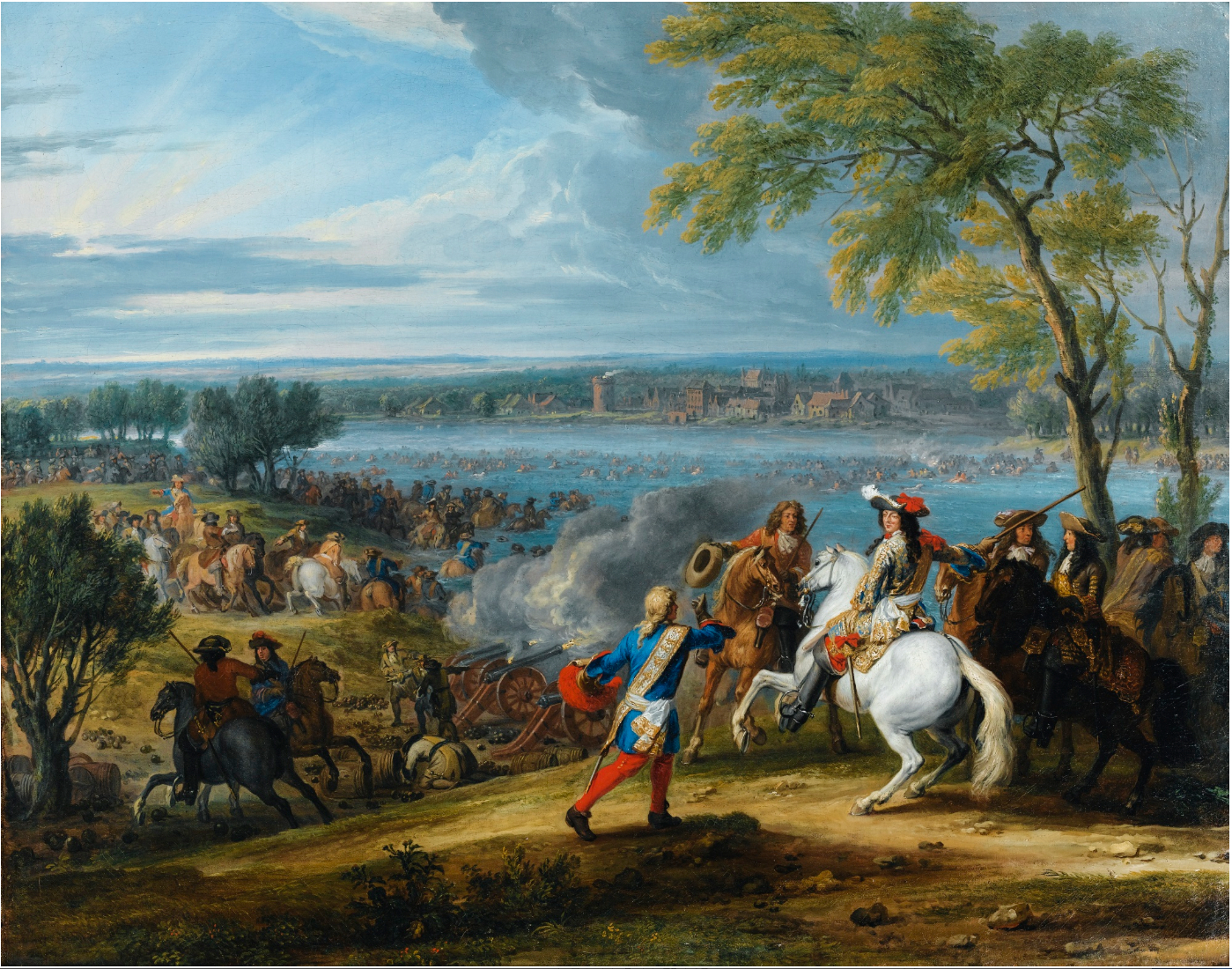
Ludwig XIV. während der Invasion Hollands am 11. Juni 1672 (Rheinübergang). Das Jahr 1672 ging als Katastrophenjahr (Rampjaar) in die niederländische Geschichte ein und läutete das Ende des „Goldenen Zeitalters“ ein.

Im 17. Jahrhundert entwickelte sich die Union von Utrecht von einem neuen, flächenmäßig kleinen Staat relativ rasch zu einer europäischen Groß- und Kolonialmacht, die eine zentrale Stelle in der vom habsburgisch-französischen Gegensatz geprägten Weltpolitik einnahm. Diese Ära mit ihren sowohl institutionellen und politischen als auch sozialen Fortschritten wird oft als das „Goldene Zeitalter“ der Niederlande bezeichnet. Der Beginn dieser Periode wird mit dem Achtzigjährigen Krieg angesetzt und fand seine Fortsetzung in der Niederländischen Republik bis hin zum Ende des Jahrhunderts. Die Auswirkungen dieses Jahrhunderts spiegeln sich vor allem in der nordniederländischen Kunst und Kultur, Naturwissenschaft, Handel und Wirtschaft wider. Vor allem die Provinz Holland wird durch die wirtschaftliche Stärke nach innen und außen als eine entscheidende Macht angesehen.

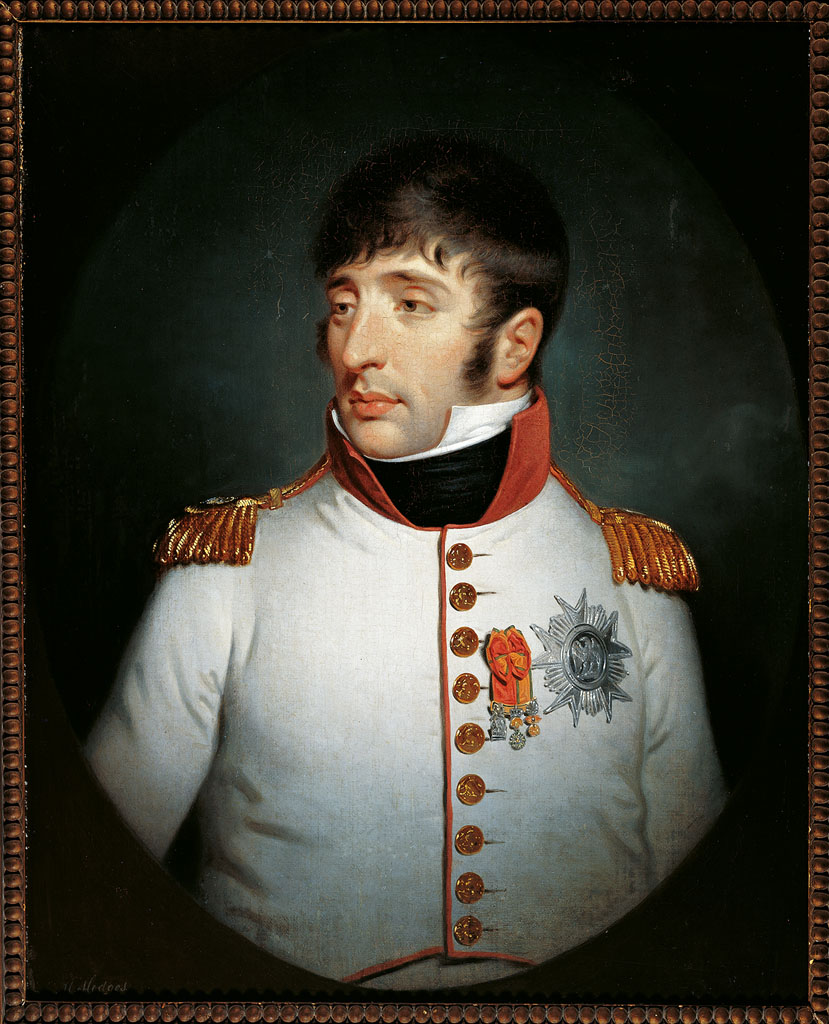
Louis Bonaparte als König von Holland. Mit ihm endete endgültig die republikanische Ära.

Das 18. Jahrhundert wird in den Niederlanden als ein Jahrhundert beschrieben, das anfangs von politischer Korruption, einer Verdrängung der Volkskunst und einer oberflächlichen Literatur geprägt war. Wirtschaftlich gesehen erlebten die Niederlande durch die Amsterdamer Börse jedoch einen Aufschwung, was sich auch positiv auf die Ostindien-Kompanie auswirkte. Mitte des 18. Jahrhunderts kämpften die Niederlande anfangs an der Seite Englands gegen Frankreich, bevor sie gegen Ende des Jahrhunderts mit Frankreich, während der Französischen Revolution, Frieden schloss. Zwischen 1798 und 1813 waren die Niederlande unter französischer Herrschaft und somit nicht mehr unabhängig. Im Jahr 1806 wurde Louis Napoléon, ein Bruder des französischen Kaisers Napoléon, zum König von Holland erklärt.
Dies wirkte sich auch auf das geistige und kulturelle Leben der Niederlande aus, vor allem im Süden. Viele Bereiche des Lebens wie das Schulwesen und diverse Anstalten wurden von nun an französisch geführt. Im Norden hingegen gab es diesen direkten und starken Einfluss durch die Franzosen nicht. Der holländische und internationale Handel im Norden war dadurch eigenständiger und durch mehr Selbstbestimmung geprägt als im Süden des Landes. Nach dem Abzug der französischen Truppen kam es in den Niederlanden zur Gründung einer neuen Regierung. In der Zeit zwischen den Jahren 1815 und 1830 wurde in den Niederlanden wiederum eine Königsherrschaft etabliert. Während des Wiener Kongresses wurde das Königreich der Vereinigten Niederlande ausgerufen, das aus den ehemaligen Niederlanden im Süden und der frühen Republik der Sieben Vereinigten Provinzen im Norden bestand. Zudem erhielt das Königreich eine Verfassung, in der es zu einer Umänderung des Einkammersystems in ein Zweikammersystem kam, wobei die Erste Kammer aus 40 bis 60 Mitgliedern bestand. Jene stellten jedoch keine wirkliche Volksvertretung da, da der Monarch allein die persönliche Führungsmacht innehatte.

## Bewertung
In den Jahrhunderten nach dem Achtzigjährigen Krieg wurden die Geschehnisse und Folgen des niederländischen Aufstandes unterschiedlich bewertet. Im 18. und 19. Jahrhundert bezogen sich Persönlichkeiten wie Goethe, Beethoven und Schiller in ihren Werken auf den Grafen Egmont und thematisierten den langen Freiheitskampf der Niederlande. Die Annahme, dass es einen einzigen Auslöser für den Achtzigjährigen Krieg gegeben habe, gilt bereits seit dem Ende des 20. Jahrhunderts als veraltet. Allerdings basierte der Aufstand der Niederlande durchaus auf der Tatsache, dass die Bevölkerung mit der internationalen Politik Philipps II. und seinem Bestehen auf die römisch-katholische Kirche nicht zufrieden war. Im 20. Jahrhundert beschäftigte sich die Forschung auch mit jenen Gruppen, die neutral geblieben waren bzw. sich nicht polarisierend an den Schlachten beteiligt hatten und dennoch den Krieg nicht verhindern konnten. Es wird angenommen, dass die niederländische Revolution wesentlicher Wegbereiter war für die spätere demokratische und liberale Einstellung der niederländischen Bevölkerung.